# 普林斯頓鎮區 (阿肯色州達拉斯縣)
普林斯頓鎮區（英語：Princeton Township）是位於美國阿肯色州達拉斯縣的一個行政鎮區。

## 地方資料
普林斯頓鎮區的面積為196.67平方千米，當中陸地面積為196.67平方千米，而水域面積為0.00平方千米。根據2010年美國人口普查的數據，當地共有人口152人，而人口密度為每平方千米0.77人。